# Punchestown Racecourse
Punchestown Racecourse é um hipódromo na Irlanda.